# Johann Aichmüller
Johann Aichmüller (ur. 1808, zm. 1886) – urzędnik w XIX-wiecznej Galicji.
W połowie lat czterdziestych XIX wieku rozpoczął karierę urzędniczą w Złoczewie. Od 1848 do 1855 był burmistrzem Rzeszowa. 27 stycznia 1850 jako otrzymał godność Honorowego Obywatela Miasta Rzeszowa. 14 października 1851 witał i przyjmował w Rzeszowie podróżującego po Galicji cesarza Austrii Franciszka Józefa I.
Od 1861 do 1863 pełnił funkcję starosty powiatowego w Dobromilu.